# Günter Haese
Pour les articles homonymes, voir Haese.
Günter Haese (né le 18 février 1924 à Kiel et mort le 30 novembre 2016) est un sculpteur allemand, appartenant à l'art cinétique.

## Biographie
Après la Seconde Guerre mondiale, Haese commence à apprendre d'abord par lui-même à dessiner et à peindre. En 1949, il va dans une école privée de Plon puis à l'académie des beaux-arts de Düsseldorf, où il est l'élève de Bruno Goller et d'Ewald Mataré. En 1956, il est auprès de ce dernier durant ses travaux pour la cathédrale de Cologne. En 1958, il devient artiste indépendant. En 1962, il s'intéresse au laiton et les éléments de mécanisme des horloges. En 1964, il a sa première exposition au musée d'Ulm. Il est membre de l'Académie libre des arts d'Hambourg (de).
L'exposition d'Ulm le fait remarquer et lui vaut d'être exposé au Museum of Modern Art à New York. En 1967, il participe à l'Exposition universelle de 1967, à Montréal. Il reçoit dans son atelier des invités de marque comme Henry Moore.
Les œuvres de Haese sont des corps transparents en laiton et en bronze phosphoreux. Les sphères, les spirales ou d'autres parties filigranes sont alignés dans un treillis métallique soudé pour former une œuvre d'art cinétique. Contrairement à des membres du groupe ZERO comme Heinz Mack ou Günther Uecker, Haese n'utilise pas l'électricité, préférant le vent.
En 2006, l'artiste fait sa première sculpture monumentale : Optimus II est conçue en 2007 et exposée dans la collection de sculptures de Viersen.

## Prix et distinctions
- 1981 : Kunstpreis der Künstler, Düsseldorf